# Siwa Oasis North Airport
Siwa Oasis North Airport är en flygplats i Egypten. Den ligger i guvernementet Mersa Matruh, i den nordvästra delen av landet, 600 km väster om huvudstaden Kairo. Siwa Oasis North Airport ligger 91 meter över havet.
Terrängen runt Siwa Oasis North Airport är platt. Trakten runt Siwa Oasis North Airport är nära nog obefolkad, med mindre än två invånare per kvadratkilometer. Närmaste större samhälle är Siwa Oasis, 16,0 km söder om Siwa Oasis North Airport. Trakten runt Siwa Oasis North Airport är ofruktbar med lite eller ingen växtlighet.